# يوهان بيتش
يوهان بيتش (16 فبراير 1987 بأرجنتوي في فرنسا - ) (بالفرنسية: Yohan Betsch)‏ هو لاعب كرة قدم فرنسي في مركز الوسط. لعب مع ستاد لافال ونادي ستراسبورغ ونادي كريتيل ونادي كليرمونت 63 ونادي ميتز وRoyale Union Tubize-Braine ‏.

## روابط خارجية
- يوهان بيتش على موقع رابطة كرة القدم الفرنسية للمحترفين (الإنجليزية)
- يوهان بيتش على موقع قاعدة بيانات كرة القدم.إي يو (الإنجليزية)
- يوهان بيتش على موقع ليكيب (الفرنسية)
- يوهان بيتش على موقع Soccerway.com (الإنجليزية)
- يوهان بيتش على موقع عالم كرة القدم.نت (الإنجليزية)
- يوهان بيتش على موقع GSA (الإنجليزية)